# Uzeda (gruppo musicale)

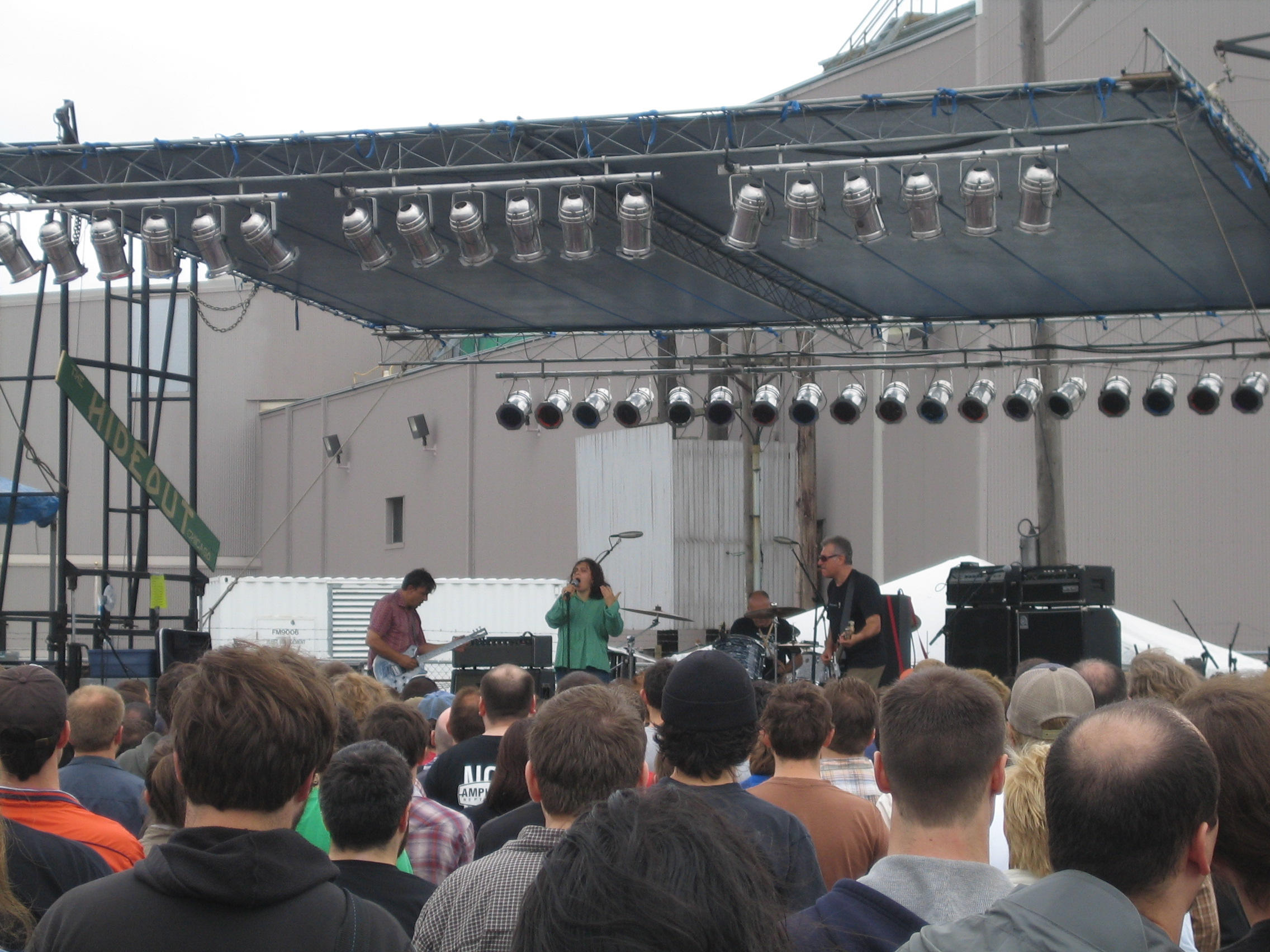
Uzeda in concerto

Gli Uzeda sono un gruppo musicale proveniente da Catania.

## Storia del gruppo
Il gruppo nasce nel 1987 dall'unione dei chitarristi Agostino Tilotta e Giovanni Nicosia, dal bassista Raffaele Gulisano , dal batterista Davide Oliveri e dalla cantante Giovanna Cacciola e prende il nome da quello di una delle porte della città d'origine.
Dopo vari concerti in tutta Italia, il complesso firma il primo contratto discografico con l'etichetta romana A.V. Arts; con questa registrerà due album: Out of Colours del 1989 e Waters del 1993. Proprio in quest'ultimo lavoro, e specialmente nell'ultimo brano Big Shades and Tides, si nota un mutamento del sound, adesso indirizzato verso il noise rock.
In questi anni, gli Uzeda incontrano il chitarrista degli Shellac, Steve Albini, che registrerà tutti i loro dischi, a partire dal secondo, ad eccezione di The Peel Sessions; inizia da qui un'amicizia che porterà i due gruppi a diverse tournée insieme nel corso degli anni.
Nell'autunno del 1994, la band riceve l'invito a suonare nello storico programma del disc jockey John Peel, negli studi radiofonici di Londra della BBC; il gruppo è l'unica band italiana, insieme alla Premiata Forneria Marconi, ad aver mai preso parte alla trasmissione e l'unica italiana in assoluto a vedere pubblicate le proprie Peel Sessions. Il disco, edito dalla Strange Fruit Records, riporta sulla copertina sette tracce, ma in realtà se ne contano in totale soltanto sei.
Nel 1995, Giovanni Nicosia lascia il gruppo e gli Uzeda firmano un nuovo contratto discografico per la casa americana Touch and Go Records. Viene pubblicato nello stesso anno 4, il cui titolo è alquanto emblematico; il gruppo è composto adesso da quattro componenti, l'album è il quarto lavoro e conta quattro tracce. Tre anni dopo, nel 1998, esce un nuovo lavoro intitolato Different Section Wires, dalle sonorità più decise e scarne.
Dopo il tour di Different Section Wires, il gruppo prenderà una pausa di otto anni, senza comunque mai sciogliersi. Durante questo periodo Agostino e Giovanna, insieme a Damon Che (batterista dei Don Caballero), continuano la loro attività musicale, formando i Bellini e pubblicando due album, intitolati Snowing Sun del 2002 e Small Stones, del 2005.
Davide Oliveri e Raffaele Gulisano compongono insieme a Gianna Nannini l'album Aria e le musiche per il cartone animato Momo alla conquista del tempo di Enzo D'Alò, regista del più famoso La Gabbianella e il Gatto.
Dopo la lunga pausa, gli Uzeda tornano sulle scene pubblicando il 12 settembre 2006 il loro sesto lavoro, chiamato Stella, sempre su etichetta Touch and Go Records.

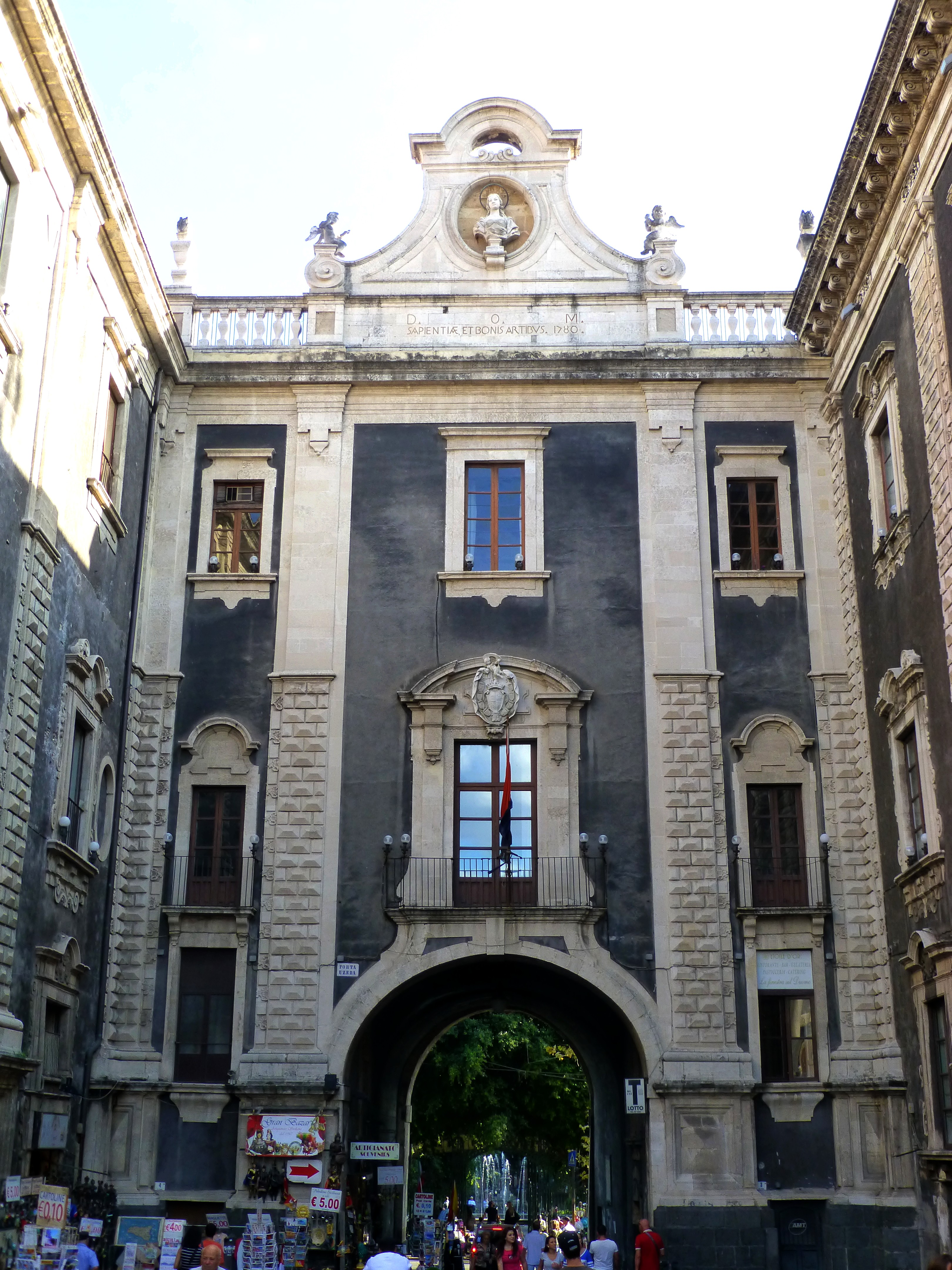
La Porta Uzeda nella Piazza del Duomo a Catania alla quale si ispira il nome della band

Nel 2007, Giovanna Cacciola partecipa all'EP The Phoenix Tree, dei giapponesi Mono, come voce recitante nella traccia Black Rain.

## Formazione

### Formazione attuale
- Giovanna Cacciola - voce
- Agostino Tilotta - chitarra
- Raffaele Gulisano - basso
- Davide Oliveri - batteria

### Ex componenti
- Giovanni Nicosia - chitarra

## Discografia
Album in studio
- 1989 - Out of Colours
- 1993 - Waters
- 1998 - Different Section Wires
- 2006 - Stella
- 2019 - Quocumque jeceris stabit

EP
- 1994 - The Peel Sessions
- 1995 - 4